# قضايا سنغافورة
«قضايا سنغافورة» تشير إلى أربع مجموعات عمل أنشئت أثناء المؤتمر الوزاري الأول لعام 1996 لمنظمة التجارة العالمية في سنغافورة. وتم تكليف هذه المجموعات بهذه القضايا: الشفافية في المشتريات الحكومية، تسهيل التجارة (القضايا الجمركية)، التجارة والاستثمار، والمنافسة. وتم الدفع بهذه القضايا في الوزاريات المتعاقبة لالاتحاد الأوروبي واليابان وكوريا، ويعارضها معظم البلدان النامية. وكانت الولايات المتحدة فاترة حول إدراج هذه القضايا، مشيرة إلى أنه يمكن قبول بعض أو كل منها في أوقات مختلفة، ولكن يفضل أن تركز على الوصول إلى الأسواق. وقد منعت الخلافات بين الاقتصادات النامية والمتقدمة الوصول لقرار في هذه القضايا، على الرغم من المحاولات المتكررة لإعادة النظر فيها، ولا سيما خلال المؤتمر الوزاري 2003 في كانكون، المكسيك، حيث لم يحرز أي تقدم.
منذ ذلك الحين تم إحراز بعض التقدم في مجال تسهيل التجارة. وفي يوليو 2004 وافق أعضاء منظمة التجارة العالمية رسمياً لإطلاق المفاوضات، تحت ولاية ما يسمى ب «حزمة يوليو» تم توجيه الأعضاء لتوضيح وتحسين المادة الخامسة بالجات (حرية العبور)، المادة الثامنة (الرسوم والإجراءات المتصلة بالاستيراد والتصدير)، والمادة العاشرة (النشر والإدارة لوائح التجارة). تهدف المفاوضات أيضاً إلى تعزيز المساعدة التقنية وبناء القدرات في هذا المجال وتحسين التعاون الفعال بين الجمارك والسلطات المختصة الأخرى في تسهيل التجارة وقضايا امتثال الجمارك.
حتى الآن قدم الأعضاء عدداً كبيراً من الاقتراحات في إطار الولاية التي توفر الأساس للمفاوضات الجارية. يجب أن يتم الانتهاء من المفاوضات في إطار الجدول الزمني لجولة الدوحة للتنمية.